# غاف أزغب
غاف أزغب (الاسم العلمي: Prosopis pubescens)، المعروفة باسم مسكيت الفول اللولبي، نوع من الشجيرات المُزهرة أو الأشجار الصغيرة تتبع فصيلة البقولية، موطنها جنوب غرب الولايات المتحدة (تكساس، أريزونا، نيو مكسيكو، كاليفورنيا، جنوب نيفادا ويوتا) وشمال المكسيك (باها كاليفورنيا، تشيواوا، كواويلا، سونورا).